# Beyond the Pecos
Pour plus de détails, voir Fiche technique et Distribution.
Beyond the Pecos est un film américain réalisé par Lambert Hillyer, sorti en 1945.

## Fiche technique
- Titre : Beyond the Pecos
- Réalisation : Lambert Hillyer
- Scénario : Jay Karth et Bennett Cohen
- Musique : Paul Sawtell
- Production : Oliver Drake
- Société de production : Universal Pictures
- Pays d'origine : États-Unis
- Format : Noir et blanc - 1,37:1 - Mono
- Genre : Western
- Durée : 58 minutes
- Date de sortie : 1945

## Distribution
- Rod Cameron : Lew Remington
- Eddie Dew : Bob Randall
- Fuzzy Knight : Barnacle Pete Finnegan
- Jennifer Holt : Ellen Tanner
- Ray Whitley : Dan Muncie

Acteurs non crédités :
- Jim Thorpe : Citadin
- Merle Travis : Slim Jones, Musicien
- Dan White : shérif